# Baskil (district)
Baskil is een Turks district in de provincie Elazığ en telt 15.978 inwoners (2007). Het district heeft een oppervlakte van 1337,6 km². Hoofdplaats is Baskil.
De bevolkingsontwikkeling van het district is weergegeven in onderstaande tabel.
| 1997   | 2000   | 2007   |
| ------ | ------ | ------ |
| 20.894 | 26.811 | 15.978 |